# Иван Ганчев (политик)
Иван Валентинов Ганчев е български юрист и политик, бивш общински съветник, председател на общинския съвет в Нови пазар, народен представител от парламентарната група на БСП за България в XLVII и XLVIII народно събрание.
През 2022г е избран за областен председател на БСП за Област Шумен. От 2023г. е общински съветник и Председател на Общински съвет Нови пазар.

## Биография
Иван Ганчев е родена на 12 април 1989 г. в град Нови пазар, Народна република България. Средното си образование завършва в Езикова гимназия „Никола Вапцаров“ в Шумен, изучава немски и английски език. Висшето си образование завършва в РУ „Ангел Кънчев“, специалност „Право“. След завършване на висшето си образование работи по специалността си, последователно в община Нови пазар, като юрисконсулт, и в кантора в гр. Шумен, на същата позиция.